# Athous subfuscus
Athous subfuscus is een keversoort uit de familie kniptorren (Elateridae). De wetenschappelijke naam van de soort is voor het eerst geldig gepubliceerd in 1767 door Müller.

## Kenmerken
De kever heeft een lengte van 7,8 tot 10,5 mm.

## Foto's

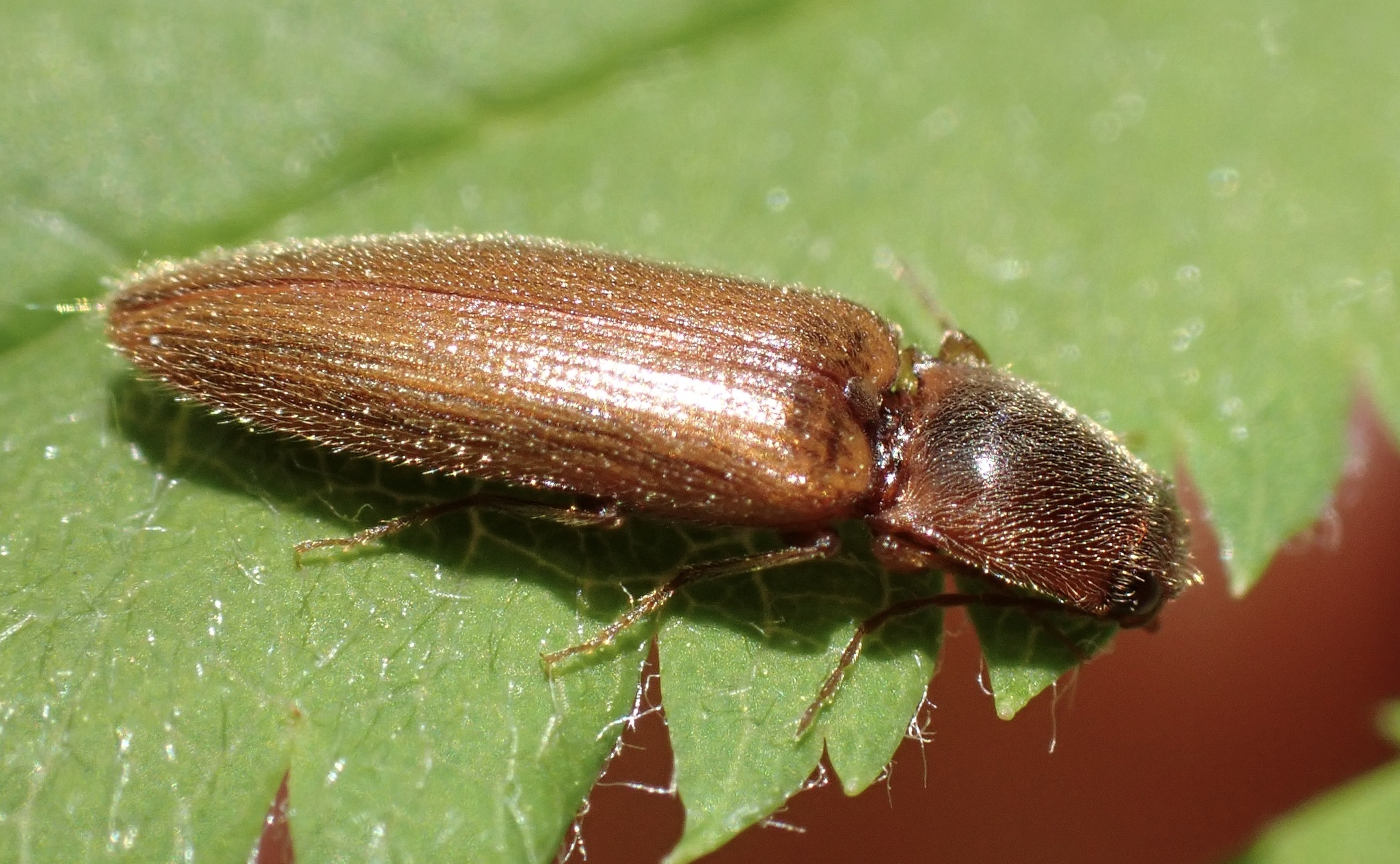
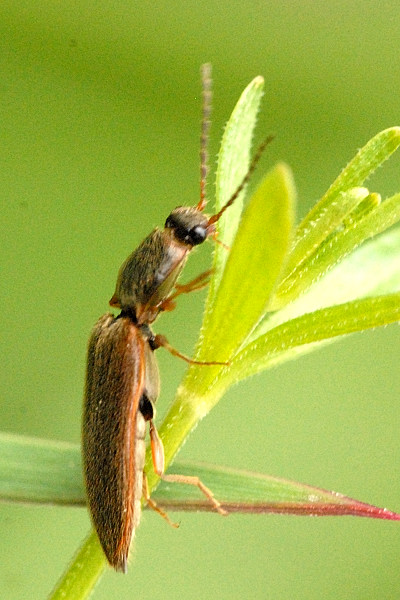
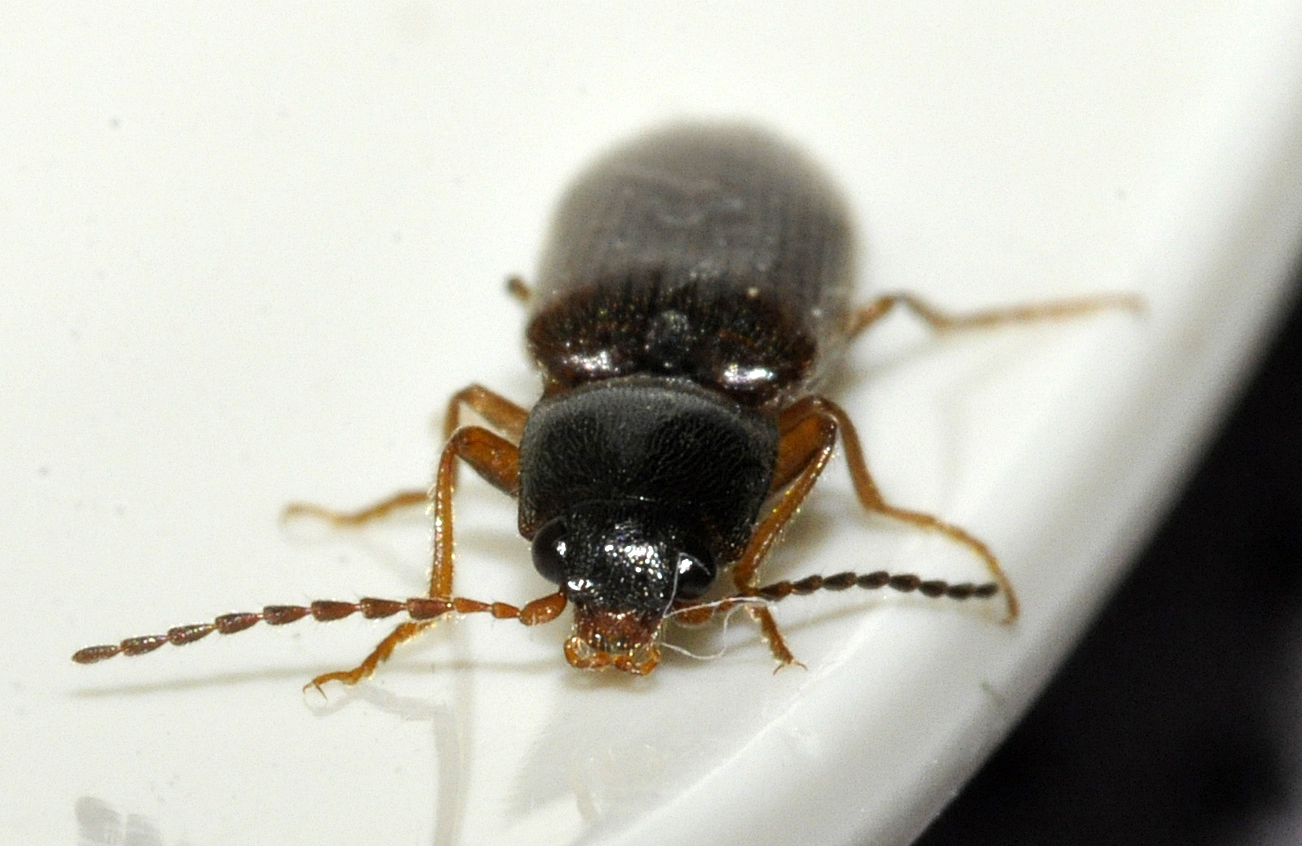